# Koza (kèn túi)
Koza (có nghĩa là"con dê") là tên của một trong năm loại kèn túi cơ bản được sử dụng trong âm nhạc dân gian Ba Lan.Kèn Koza phân bố ở khu vực miền núi phía nam Ba Lan (khu vực Podhale). Chiếc kèn này có sự khác biệt đáng kể về hình thái và cách tạo âm so với các loại kèn túi khác. Âm giai (gamme âm) của kèn túi koza là: b, c, d, e, f, g (Khi thổi vào ống drone, âm thanh tạo ra sẽ rơi vào nốt B, f và b) 

## Xây dựng và xuất hiện
Không giống như những chiếc kèn túi khác, koza có ba ống drone: một ống drone riêng biệt và hai ống còn lại nằm trong bộ phận chanter. Dụng cụ tạo luồng hơi này là một ống sậy, thường được làm bằng một ống dạng lưỡi cắm vào ống đồng giúp luồng khí chuyển động nhờ áp lực cánh tay trên túi làm bằng da dê. Ống được giữ bằng một lỗ cắm bằng gỗ, buộc sẵn vào túi, được bơm phồng lên bằng khí thổi ra miệng (thông qua một ống thổi có van không bọc da). Các lỗ ngón tay của ống đặt lên bộ phận tên là chanter có chức năng tạo giai điệu trong khi ống drone có tác dụng điều chỉnh lại ống chanter bằng các khớp nối có thể mở rộng tự do.